# 林顯源
林顯源（2月21日—），台灣戲曲乾旦(男旦)演員，戲曲及影視編劇、戲曲及話劇導演、製作人。籍貫為台灣宜蘭縣五結鄉，出生於台灣台北市，公視台語台首部自製教育文化節目《寶島鼓仔燈》主持人。目前為國立臺灣戲曲學院專任副教授兼研發長。

## 師承

### 京劇和崑曲
1982年起跟戴綺霞學習京劇旦角表演藝術，從陳鵬麟習基本功及把子功、向曹駿麟習武生表演；大學時代曾接受：郭錦華、華文漪、梁谷音、史潔華、王潔西、李寶春、王鳳雲、馬榮利、孫元坡等之指導。

### 歌仔戲
1990年起跟廖瓊枝學習台灣歌仔戲表演藝術。
2010年起跟紀招治學習中國大陸歌仔戲表演藝術。

### 編導
曾得王生善、童薇薇、劉慧芬等之指導。

### 學位論文
碩士指導教授是王安祈，博士指導教授是陳世雄。

### 其它
2011年由釋證嚴法師傳授皈依，法號濟詮。

## 學歷
- 中國文化大學藝術學院戲劇學系中國戲劇組藝術學學士（京劇表演專業）。
- 中國文化大學藝術研究所藝術學碩士（戲劇專業）。
- 廈門大學人文學院中文系戲劇戲曲學（戲劇與影視學）博士。

## 作品

### 編導及製作
1992年中國文化大學戲劇學系中國戲劇組，京劇《長恨歌》編劇（未演出）。
1994年教育部文藝創作獎國劇劇本徵集，京劇《頑石靈藥》編劇（未演出）。
1995年蘭陽戲劇團歌仔戲《求仙草》、《新桃花搭渡》編劇。
1996年明華園戲劇團兒童歌仔戲《盤絲洞》編劇。
1996年中國文化大學戲劇學系中國戲劇組，京劇《浣衣皇后》編劇（未演出）。
1996年國立復興劇藝實驗學校歌仔戲《斬經堂》、《斬黃袍》、《轅門斬子》編劇。
1996年薪傳歌仔戲劇團歌仔戲《五女拜壽》導演。
1996年中國文化大學地方戲曲研究社《花園悲歡事誰知》歌仔戲折子戲專場導演。
1997年台北市立社會教育館歌仔戲研習班，歌仔戲《為尪作尪》編劇。
1998年電視歌仔戲《香羅淚》編劇。(許亞芬、石惠君、郭春美主演，未播出)
1999年國立復興劇藝實驗學校歌仔戲《三打白骨精》編劇。
2000年薪傳歌仔戲劇團歌仔戲《金華府奇案》導演。
2000年薪傳歌仔戲劇團歌仔戲《斷袖》編劇（未演出）。
2001年薪傳歌仔戲劇團兒童歌仔戲《三個願望》編劇、導演。
2001年國立台灣戲曲專科學校歌仔戲《魚美人》、《寒江關》編劇(石文戶合著)。
2002年薪傳歌仔戲劇團歌仔戲《潘金蓮》編劇、導演。
2003年國立臺灣戲曲專科學校莎士比亞歌仔戲《仲夏夜之夢》編劇(張旭南合著)、導演。
2003年薪傳歌仔戲劇團歌仔戲《木蘭辭》編劇。
2003年國立臺灣戲曲專科學校歌仔戲《十二寡婦征西》、《哭劍飲恨》編劇。
2004年國立臺灣戲曲專科學校莎士比亞歌仔戲《無事生非》編劇、導演。
2004年薪傳歌仔戲劇團歌仔戲《廖添丁傳奇》編劇（未演出）。
2005年國立臺灣戲曲專科學校歌仔戲《白頭吟》編劇、導演。
2006年日本大學藝術學部，歌仔戲《東京牽亡歌》編劇、導演。
2006年國立臺灣戲曲專科學校歌仔戲小型實驗歌舞《踏謠娘》編劇、導演。
2009年許亞芬歌子戲劇坊歌仔戲《良臣遇竈神》編劇。(2010年獲【第21屆金曲獎】傳統暨藝術音樂類「最佳戲曲曲藝專輯獎」)
2009年廈門大學中文系原創青春話劇《日租房》導演。(2009年獲【第4屆福建藝術節暨福建省第24屆戲劇會演】劇目獎、優秀劇本獎、演員獎等，2012年獲【第三屆中國校園戲劇節】【中國戲劇獎‧校園戲劇獎】優秀劇目獎、優秀組織獎、校園戲劇之星獎等)
2009年重慶市文化廣播電視局徵集舞台藝術劇本，現代京劇《秋江》編劇（未演出）。
2009年河北省文化廳徵集優秀舞台劇本，現代京劇《燕盜傳奇》編劇（未演出）。 
2010年廈門大學中文系首屆【《中文有戲》演出季】導演統籌、《南強雅韻--戲曲專場》總導演。
2010年許亞芬歌子戲劇坊歌仔戲《阿闍世王》編劇。
2010年一心戲劇團歌仔戲《買官記》編劇(孫富叡合著)。
2011年廈門衛視《歡喜大圍爐2011兩岸閩南話春晚》歌仔戲《新編三家福》編劇。
2011年廈門大學【2011《中文有戲》演出季】導演統籌。
2011年《廈門大學中文系九十週年系慶聯歡晚會》總導演。
2011年再興青年越劇團越劇歌仔戲兩下鍋《梁祝-十八相送》編劇(周淑芬合著)。
2011年許亞芬歌子戲劇坊歌仔戲《慈心潤德》編劇。
2011年-2016年大愛電視台《菩提禪心》歌仔戲編劇（共51個劇目，315集）,（孫翠鳳藝文工作室、唐美雲歌仔戲團、許亞芬歌子戲劇坊演出）。
2012年慈濟基金會七月吉祥月祈福會歌仔戲《目犍連救母》編劇（許亞芬歌子戲劇坊演出）。
2012年廈門大學【2012《中文有戲》演出季】導演統籌。
2012年海峽兩岸民間藝術節廈門大學中文系話劇《一口箱子》導演（姚一葦劇作）。
2013年廈門大學【2013《中文有戲》演出季】導演統籌。
2013年廈門大學大型敘事體話劇《陳嘉庚》藝術指導。
2013年廈門大學中文系與廈門理工學院合作演出戲曲音樂劇《梁祝》編劇、導演。
2013年慈濟基金會七月吉祥月祈福會歌仔戲《色空無定相》編劇（許亞芬歌子戲劇坊演出）。
2014年大愛電視台春節特別節目歌仔戲《歡喜吉祥年》、《因緣錯失難再復》編劇（許亞芬歌子戲劇坊演出）。
2014年廈門衛視全實景歌仔戲電視劇《雙面紅顏》藝術指導。
2015年大愛電視台春節特別節目歌仔戲《龍王度化大鵬鳥》編劇（唐美雲歌仔戲團演出）。
2015年采風樂坊與德國中世紀人聲古樂團（Ars Choralis CoelnArs 簡稱「ACC」）於國家音樂廳合作演出《太陽與月亮的美麗邂逅》之《馬嵬坡》樂曲作詞。(世界首演，黃正銘曲，廖瓊枝與Maria Jonas合唱)
2015年【台北市歌仔戲製作及發表專案】薪傳歌仔戲劇團【舊卷新詮】傳統歌仔戲《雙槐樹》編劇。
2016年大愛電視台春節特別節目歌仔戲《搭渡》編劇（唐美雲歌仔戲團演出）。
2016年【台北市歌仔戲製作及發表專案】薪傳歌仔戲劇團【舊卷新詮】傳統歌仔戲《拜月亭》編劇。
2016年廈門大學【2016《中文有戲》演出季】總製作。
2016年廈門大學【2016首屆《外文好戲》演出季】日俄德語戲劇專場《三國演藝》總導演。
2016年慈濟基金會七月吉祥月祈福會歌仔戲《求法傳法一念心--玄奘法師》編劇（唐美雲歌仔戲團演出）。
2016年《靜思語．歌仔調》音樂專輯（CD唱片）製作人。（靜思人文志業股份有限公司出版）。
2016年-2020年大愛電視台《高僧傳 (歌仔戲)》編劇，（共8個劇目，160集）（孫翠鳳藝文工作室、唐美雲歌仔戲團演出）。
2017年廈門大學【2017《中文有戲》演出季】總製作。
2017年廈門大學【2017《外文好戲》演出季】總導演。
2017年國立臺灣戲曲學院歌仔戲學系《虹霓關》、《失子驚瘋》、《烏龍院》編劇。
2018年廈門大學【2018《中文有戲》演出季】總製作。
2018年廈門大學【2018《外文好戲》演出季】總導演。
2019年許亞芬歌子戲劇坊新編歌仔戲《姣情》編劇。
2019年狂馬戲劇合作社新編歌仔戲《珍珠樓》導演。
2020年許亞芬歌子戲劇坊新編歌仔戲《蝴蝶夢》編劇。
2021年國立臺灣戲曲學院歌仔戲學系莎士比亞歌仔戲《熱天的戀夢》編劇、導演。
2021年一心圓明戲劇坊新編佛法歌仔戲《瘟神怕孝媳》編劇、導演。

### 表演
1985年登臺演出京劇《貴妃醉酒》，獲臺灣區學生國劇競賽優等獎及最佳旦角獎，並獲「齊如山先生獎學金」。
1986年參與《青少年國劇欣賞》、《國劇定期欣賞》及各式勞軍戲曲演出活動，巡迴各地演出。
1987年參與公共電視(今廣電基金)《戲話話戲》、《小戲迷》等電視節目演出。
1989年獲臺灣區學生國劇競賽清唱優等獎。
1990年於國立臺灣藝術教育館演出京劇《遊湖借傘》、《大登殿》、《五花洞》等。
1991年薪傳歌仔戲劇團演出歌仔戲《陳三五娘》、《山伯英台》、《什細記》等，巡迴各地演出。
1992年於台北市國軍文藝活動中心演出崑劇《逼休》、於國立臺灣藝術教育館演出京劇《悅來店》。
1992年參與公共電視演出歌仔戲《斷機教子》、《唐伯虎點秋香》。
1993年於國立臺灣藝術教育館演出京劇《紅樓二尤》。
1993年隨薪傳歌仔戲劇團於美國紐約台北劇場、休士頓大學演出歌仔戲折子戲專場。
1994年戲班子劇團於國家戲劇院實驗劇場演出現代戲劇《查某嫺》（改編自法國現代戲劇作品《女僕》）。
1994年薪傳歌仔戲劇團於國家戲劇院演出歌仔戲《陳三磨鏡》。
1994年於國立臺灣藝術教育館演出京劇《賣水》、崑劇《佳期》等。
1994年獲頒斐陶斐榮譽學會(The  Phi  Tau  Phi   Scholastic  Honor Society)榮譽會員。
1995年參與力霸友聯電視台(後為東森電視台)演出開元藝坊歌仔戲《梁祝》、《西廂記》、《大劈棺》、《新三笑》、《喬太守亂點鴛鴦譜》、《狀元更夫元帥妻》、《孟麗君》等。
1995年隨五代藝術劇團參加第二屆安慶黃梅戲藝術節演出黃梅戲折子戲專場。
1995年薪傳歌仔戲劇團於台北市立社會教育館演出新編歌仔戲《寒月》。
1995年蘭陽戲劇團演出新編歌仔戲《連升三級》、《審乞食》等。
1995年於國立臺灣藝術教育館演出京劇《辛安驛》、於台北市國軍文藝活動中心演出京劇《貴妃醉酒》。
1995年國立復興劇藝實驗學校歌仔戲科於國家戲劇院演出歌仔戲《什細記》。
1996年薪傳歌仔戲劇團於台北市立社會教育館演出新編歌仔戲《五女拜壽》。
1996年參與明華園黃字戲劇團外台戲演出。
1996年於台北魯蛋戲館籌畫並演出多場歌仔戲，每週兩次，連續半年。
1996年密獵者劇團於皇冠小劇場演出現代戲劇《等待果陀》。
1997年薪傳歌仔戲劇團於台北市新舞臺演出新編兒童歌仔戲《黑姑娘》。
1997年於台北廣播電台播唱多齣歌仔戲，每週一次兩小時，連續三個月。
1998年泛藝術工作劇團於皇冠小劇場演出現代戲劇《前世前生》。
1998年薪傳歌仔戲劇團於國家戲劇院演出歌仔戲《王魁負桂英》。
1999年明華園戲劇團於台中市市民廣場演出《歌仔戲三部曲》。
2000年致力於外島地方建設及推動文化藝術，獲頒連江縣（馬祖）榮譽縣民；服役期間獲頒國防部年度優秀軍官獎。
2000年薪傳歌仔戲劇團與廖瓊枝、黃香蓮、呂福祿等於台北市新舞臺演出歌仔戲《碧玉簪》。
2000年薪傳歌仔戲劇團於台北市立社會教育館演出新編歌仔戲《親與仇》。
2000年薪傳歌仔戲劇團於法國巴黎古皇宮演出歌仔戲《王魁負桂英》。
2001年薪傳歌仔戲劇團於台北市立社會教育館演出新編兒童歌仔戲《三個願望》。
2002年薪傳歌仔戲劇團於台北市中山堂演出新編歌仔戲《潘金蓮》。
2003年薪傳歌仔戲劇團於台北市中山堂演出新編歌仔戲《木蘭辭》。
2003年參加亞太藝術網絡(APPAN)第五屆表演藝術論壇，於印度德里及Rishikesh(瑞詩凱詩)演出歌仔戲《潘金蓮》選場、《王魁負桂英》選場。
2003年國立台灣戲曲專科學校歌仔戲科，於美國西雅圖、加拿大溫哥華演出歌仔戲折子戲專場。
2004年國立台灣戲曲專科學校歌仔戲科參加海峽兩岸歌仔戲藝術節，於廈門集美大學、廈門市藝術劇院演出。
2004年於財團法人臺北勞工教育廣播電臺主持公益節目《臺灣藝人館》，入圍第2屆「廣播金音獎」本土文化節目主持人獎。
2004年國立教育廣播電臺《臺灣心鄉土情》節目歌仔戲單元策畫及協同主持人，節目入圍廣播金鐘獎。
2005年明華園戲劇團於國立傳統藝術中心演出《歌仔戲三部曲》、歌仔戲列車活動、跨年晚會。
2005年參加新加坡春到河畔迎新年活動，演唱華語及台語老歌，連續演出十三天。
2005年參加第五十屆亞太影展，於馬來西亞吉隆坡演出歌仔戲《打金枝》、《寒江關》。
2005年國立教育廣播電臺《臺灣心鄉土情》節目歌仔戲單元策畫及協同主持人，節目二度入圍廣播金鐘獎。
2005年許亞芬歌子戲劇坊拍攝歌仔戲影音伴唱片，演出歌仔戲《益春留傘》。
2006年於日本東京日本大學創作演出歌仔戲《東京牽亡歌》。
2006年與新加坡武吉班讓福建公會薌劇團合作，於宜蘭縣文化中心演出薌劇《共讀西廂》。
2006年隨許亞芬歌子戲劇坊，於馬來西亞吉隆坡演出歌仔戲《益春留傘》。
2006年國立教育廣播電臺《臺灣心鄉土情》節目歌仔戲單元策畫及協同主持人，節目三度入圍廣播金鐘獎。
2007年率國立台灣戲曲學院歌仔戲學系，於加拿大溫哥華演出歌仔戲折子戲專場。
2008年率阿源戲班、悟遠劇坊參加新加坡藝地情緣獅城會三地歌仔戲(薌劇)大匯演活動，演出歌仔戲《潘金蓮》選場、《陳三五娘》選場。
2008年率阿源戲班參加新加坡、漳州、台北三地歌仔戲(薌劇)匯演活動，於新加坡濱海藝術劇院(Esplanade)演出歌仔戲《潘金蓮》、《木蘭辭》選場。
2008年參加由新加坡國家藝術理事會贊助、新加坡戲曲學院辦理之《傳統戲曲現代風華》活動、《回歸與創新：傳統舞台的多采風姿》專場演出，於新加坡國家圖書館，演出歌仔戲《什細記》及《潘金蓮》選段。
2009年導演廈門大學中文系原創青春話劇《日租房》於廈大建南大會堂首演，後參加【第四屆福建藝術節暨福建省第二十四屆戲劇會演】於福建省人民藝術劇院（福州市）演出，獲該匯演劇目獎、優秀劇本獎、演員獎等，後並於廈大建南大會堂二度上演。
2009年參與2009外台歌仔戲匯演優勝團隊匯演活動，武童歌劇團於台北市艋舺公園演出歌仔戲《孟麗君》。
2010年隨一心戲劇團參加新加坡韮菜芭城隍廟(Lorong Koo Chye Sheng Hong Temple)庚寅年春節廟會，連續演出十七天外台歌仔戲。
2010年擔任廈門大學中文系首屆演出季《中文有戲》活動導演統籌，導演作品原創青春話劇《日租房》於廈大建南大會堂三度上演，並擔任《南強雅韻--戲曲專場》總導演及主持人。
2010年參加星馬筱麒麟劇團於新加坡韮菜芭城隍廟(Lorong Koo Chye Sheng Hong Temple)演出八天外台歌仔戲。
2010年與新加坡新傳媒(Media Corp)藝人沈煒峻合作演出歌仔戲《寒江關》，於新加坡城隍藝術學院開幕、新加坡國慶晚會等活動演出。
2010年加入新加坡麗星娛樂製作公司(LEX(S) Entertainment Productions)，從事歌台表演。
2010年參加海峽兩岸民間藝術節閉幕晚會《兩岸薪火相傳--兩岸名角、青年、新苗合作演出》，於廈門小白鷺金榮劇場，與福建省漳州市薌劇團國家二級演員鄭婭玲，合作演出歌仔戲折子《益春留傘》。
2010年參加福建省漳州市海峽兩岸歌仔戲藝術節開幕式《兩岸歌仔戲名家名段》演出，於漳州市人民劇場，與福建省漳州市薌劇團國家二級演員鄭婭玲，合作演出歌仔戲折子《益春留傘》。
2011年《廈門大學中文系九十週年系慶聯歡晚會》總導演及主持人。
2011年擔任廈門大學中文系2011演出季《中文有戲》活動導演統籌，導演作品原創青春話劇《日租房》於廈大建南大會堂四度上演。
2011年參加新加坡戲曲學院校園戲曲推廣活動，演出新編兒童黃梅戲《老鼠嫁女》。
2012年擔任廈門大學2012《中文有戲》演出季導演統籌。
2012年參加《2012海峽兩岸端午蓮花褒歌會》於廈門同安演唱宜蘭本地歌仔。
2012年導演廈門大學中文系原創青春話劇《日租房》參加【第三屆中國校園戲劇節】於上海財經大學演出，獲【中國戲劇獎‧校園戲劇獎】優秀劇目獎、優秀組織獎、校園戲劇之星獎等，後並於廈大建南大會堂五度上演。
2012年導演廈門大學中文系話劇《一口箱子》(姚一葦劇作）參加海峽兩岸民間藝術節於廈門大學建南大會堂演出。
2017年參加國立臺灣戲曲學院歌仔戲學系《梨園秋實》於大稻埕戲苑演出《烏龍院》。
2018年參加「新聲劇坊」於紅樓劇場演出新編歌仔戲《新大登殿》。
2019年參加許亞芬歌子戲劇坊於台灣戲曲中心演出《楊乃武與小白菜》。
2019年參加財團法人廖瓊枝歌仔戲文教基金會、薪傳歌仔戲劇團「薪傳三十」於台北保安宮演出歌仔戲折子《陳三磨鏡》。
2019年參加「臺北市108年歌仔戲觀摩匯演」「狂馬戲劇合作社」於台北松山車站廣場演出《珍珠樓》。
2019年參加國立臺灣戲曲學院歌仔戲學系影音教材錄製演出《光武中興》。
2019年參加許亞芬歌子戲劇坊於大稻埕戲苑演出新編歌仔戲《姣情》。
2020年參加「臺北市109年歌仔戲觀摩匯演」「新聲劇坊」於台北松山車站廣場演出《新大登殿》。
2020年參加「一心圓明戲劇坊」於高雄橋頭圓明寺、屏東墾丁一心寺，演出新編佛法歌仔戲《觀音度鬼母》。
2020年參加國立臺灣戲曲學院《戲韻藝情》戲曲音樂會，於國家兩廳院演奏廳演唱《光武中興-斬經堂》。
2021年參加「一心圓明戲劇坊」於屏東墾丁一心寺，演出新編佛法歌仔戲《瘟神怕孝媳》。

### 專書
1999年《88年度戲劇類藝術欣賞媒體教材--鬥陣來看歌仔戲》（書、錄影帶），台灣省政府文化廳出版。
2009年《閩南文化百科全書》戲劇卷（與陳世雄、曾永義等共同編撰），福建人民出版社出版發行。
2016年《靜思語．歌仔調》音樂專輯（CD唱片）製作人，靜思人文志業股份有限公司發行。

## 職業
- 1991年到1993年－五代藝術劇團演員、執行製作。
- 1991年到2004年－薪傳歌仔戲劇團演員、執行製作、行政經理、團長等。
- 1994年到1999年－國立復興劇藝實驗學校歌仔戲科兼任劇藝教師。
- 1995年到1995年－宜蘭縣立蘭陽戲劇團特約演員。
- 1999年到2000年－連江縣（馬祖）雲台樂府劇藝指導。
- 2001年到2006年－國立臺灣戲曲專科學校專任講師兼歌仔戲科代理主任。
- 2003年到2021年－實踐大學生活藝術課程講座講師。
- 2006年到2007年－國立臺灣戲曲學院專任講師兼歌仔戲學系代理主任。
- 2007年到2009年－國立臺北藝術大學兼任講師。
- 2007年到2017年－Things International Pte. Ltd.(Singapore) Director。
- 2007年到2017年－阿源戲班藝術總監。
- 2009年到2011年－廈門市藝術學校戲劇科歌仔戲教師。
- 2009年到2011年－新加坡城隍藝術學院Sheng Hong Arts Institute (Singapore)歌仔戲教師。
- 2010年到2011年－新加坡麗星娛樂製作LEX(S) Entertainment Productions(Singapore)歌台藝人。
- 2011年到2021年－大愛電視台《菩提禪心》《高僧傳》歌仔戲編劇。
- 2014年到2015年－慈濟傳播人文志業基金會大愛電視台廣電總監辦公室專案製作人。
- 2015年-2021年 - 國立臺灣戲曲學院兼任講師。
- 2018年-2022年 - 慈濟大學傳播學系兼任助理教授。
- 2019年-2022年 - 公視台語台《寶島鼓仔燈》節目主持人。
- 2021年-2022年 - 國立臺灣戲曲學院歌仔戲學系專任專案副教授級專業技術人員。
- 2022年-2023年 - 國立臺灣戲曲學院歌仔戲學系專任副教授級專業技術人員兼歌仔戲學系主任。
- 2023年-國立臺灣戲曲學院歌仔戲學系專任副教授級專業技術人員兼研發長。

## 外部連結
- 林顯源 Facebook 粉絲專頁
- 《靜思語．歌仔調》音樂專輯]
- 包容善解．自在心開 （页面存档备份，存于）
- 公視台語台《寶島鼓仔燈》 （页面存档备份，存于）